# Équipe de Biélorussie masculine de handball au Championnat d'Europe 2016
Cet article relate le parcours de l'Équipe de Biélorussie masculine de handball lors du Championnat d'Europe 2016 organisé en Pologne du 15 janvier au 31 janvier 2015. Il s'agit de la 4e participation de la Biélorussie aux Championnats d'Europe.

## Présentation

### Qualification
|   | Équipe             | Pts | J | G | N | P | Bp  | Bc  | Diff |  | Résultats (dom.\ext.) |       |       |       |       |
| - | ------------------ | --- | - | - | - | - | --- | --- | ---- |  | --------------------- | ----- | ----- | ----- | ----- |
| 1 | Danemark           | 12  | 6 | 6 | 0 | 0 | 181 | 144 | 37   |  | Danemark              |       | 32-23 | 26-25 | 31-21 |
| 2 | Biélorussie        | 6   | 6 | 2 | 2 | 2 | 158 | 167 | -9   |  | Biélorussie           | 27-36 |       | 25-25 | 31-24 |
| 3 | Bosnie-Herzégovine | 4   | 6 | 1 | 2 | 3 | 136 | 140 | -4   |  | Bosnie-Herzégovine    | 23-25 | 22-22 |       | 26-23 |
| 4 | Lituanie           | 2   | 6 | 1 | 0 | 5 | 140 | 164 | -24  |  | Lituanie              | 25-31 | 28-30 | 19-15 |       |

### Maillots
L'équipe de Biélorussie porte pendant l'Euro 2016 un maillot confectionné par l'équipementier Nike.
| Couleurs | Rouge et blanc |
| Marque   | Nike           |
| Domicile | Extérieur      |

### Matchs de préparation
La Biélorussie a joué 3 matchs de préparation :
| Équipe 1    | Résultat | Équipe 2    |
| ----------- | -------- | ----------- |
| Biélorussie | 28-29    | Argentine   |
| Biélorussie | 34-34    | Pays-Bas    |
| Russie      | 28-28    | Biélorussie |

## Résultats

### Tour préliminaire
|   | Équipe      | Pts | J | G | N | P | Bp | Bc  | Diff | Dép |
| - | ----------- | --- | - | - | - | - | -- | --- | ---- | --- |
| 1 | Norvège     | 4   | 3 | 2 | 0 | 1 | 88 | 84  | 4    | +3  |
| 2 | Croatie     | 4   | 3 | 2 | 0 | 1 | 95 | 83  | 12   | -3  |
| 3 | Biélorussie | 2   | 3 | 1 | 0 | 2 | 87 | 94  | -7   | +1  |
| 4 | Islande     | 2   | 3 | 1 | 0 | 2 | 92 | 101 | -9   | -1  |

| 15.01.2016 - 16h00 | Croatie     | 27 | 21 | Biélorussie |
| 17.01.2016 - 16h00 | Biélorussie | 39 | 38 | Islande     |
| 19.01.2016 - 18h15 | Biélorussie | 27 | 29 | Norvège     |

| 15 janvier 2016 16h00 | Croatie  | 27-21   | Biélorussie | Spodek, Katowice Affluence : 5 000 Arbitrage : Johansson, Kliko |
| 15 janvier 2016 16h00 | Štrlek 9 | (15-15) | Rutenka 8   | Spodek, Katowice Affluence : 5 000 Arbitrage : Johansson, Kliko |
| 15 janvier 2016 16h00 | ×4 ×6 ×1 | Rapport | ×3 ×5 ×1    | Spodek, Katowice Affluence : 5 000 Arbitrage : Johansson, Kliko |

| 17 janvier 2016 16h00 | Biélorussie  | 39-38   | Islande     | Spodek, Katowice Affluence : 6 200 Arbitrage : Horáček, Novotný |
| 17 janvier 2016 16h00 | Pukhouski 11 | (17-18) | Petersson 6 | Spodek, Katowice Affluence : 6 200 Arbitrage : Horáček, Novotný |
| 17 janvier 2016 16h00 | ×3 ×6        | Rapport | ×2 ×5       | Spodek, Katowice Affluence : 6 200 Arbitrage : Horáček, Novotný |

| 19 janvier 2016 18h15 | Biélorussie | 27-29   | Norvège                | Spodek, Katowice Affluence : 6 800 Arbitrage : Gjeding, Hansen |
| 19 janvier 2016 18h15 | Rutenka 9   | (13-12) | Bjørnsen, O'Sullivan 5 | Spodek, Katowice Affluence : 6 800 Arbitrage : Gjeding, Hansen |
| 19 janvier 2016 18h15 | ×4 ×6       | Rapport | ×3 ×6                  | Spodek, Katowice Affluence : 6 800 Arbitrage : Gjeding, Hansen |

### Tour principal
Les résultats des matches joués lors du tour préliminaire sont conservés lors de ce tour principal, sauf celui joué contre l'équipe éliminée.
|   | Équipe      | Pts | J | G | N | P | Bp  | Bc  | Diff | Dép |
| - | ----------- | --- | - | - | - | - | --- | --- | ---- | --- |
| 1 | Norvège     | 9   | 5 | 4 | 1 | 0 | 153 | 141 | 12   | 0   |
| 2 | Croatie     | 6   | 5 | 3 | 0 | 2 | 153 | 134 | 19   | +6  |
| 3 | France (T)  | 6   | 5 | 3 | 0 | 2 | 145 | 130 | 15   | +2  |
| 4 | Pologne     | 6   | 5 | 3 | 0 | 2 | 128 | 142 | -14  | -8  |
| 5 | Biélorussie | 2   | 5 | 1 | 0 | 4 | 128 | 151 | -23  | 0   |
| 6 | Macédoine   | 1   | 5 | 0 | 1 | 4 | 130 | 149 | -19  | 0   |

| 21 janvier 2016 18h15 | France    | 34 | 23 | Biélorussie |
| 25 janvier 2016 20h30 | Pologne   | 32 | 27 | Biélorussie |
| 27 janvier 2016 16h00 | Macédoine | 29 | 30 | Biélorussie |

| 21 janvier 2016 18h15 | France         | 34-23   | Biélorussie  | Tauron Arena, Cracovie Affluence : 6 900 Arbitrage : Johansson, Kliko |
| 21 janvier 2016 18h15 | N. Karabatic 9 | (20-5)  | Khadkevich 9 | Tauron Arena, Cracovie Affluence : 6 900 Arbitrage : Johansson, Kliko |
| 21 janvier 2016 18h15 | ×3             | Rapport | ×3 ×2        | Tauron Arena, Cracovie Affluence : 6 900 Arbitrage : Johansson, Kliko |

| 25 janvier 2016 20h30 | Pologne   | 32-27   | Biélorussie | Tauron Arena, Cracovie Affluence : 14 000 Arbitrage : Santos, Fonseca |
| 25 janvier 2016 20h30 | Jurecki 9 | (19-13) | Shylovich 6 | Tauron Arena, Cracovie Affluence : 14 000 Arbitrage : Santos, Fonseca |
| 25 janvier 2016 20h30 | ×3 ×2     | Rapport | ×3 ×4       | Tauron Arena, Cracovie Affluence : 14 000 Arbitrage : Santos, Fonseca |

| 27 janvier 2016 16h00 | Macédoine     | 29-30   | Biélorussie  | Tauron Arena, Cracovie Affluence : 3 100 Arbitrage : Stoļarovs, Līcis |
| 27 janvier 2016 16h00 | K. Lazarov 10 | (13-14) | Pukhouski 11 | Tauron Arena, Cracovie Affluence : 3 100 Arbitrage : Stoļarovs, Līcis |
| 27 janvier 2016 16h00 | ×3 ×2         | Rapport | ×2 ×5        | Tauron Arena, Cracovie Affluence : 3 100 Arbitrage : Stoļarovs, Līcis |

## Statistiques et récompenses

### Buteurs
| Rang | Joueur                 | Tot. | Tirs | %    | 7m    | Moy. |
| ---- | ---------------------- | ---- | ---- | ---- | ----- | ---- |
| 1    | Barys Pukhouski        | 37   | 58   | 64 % | 10/11 | 6    |
| 2    | Siarhei Rutenka        | 25   | 42   | 60 % | 1/2   | 5    |
| 2    | Siarhei Shylovich      | 25   | 42   | 60 % | 3/3   | 5    |
| 3    | Maksim Baranau         | 18   | 25   | 72 % | 0/0   | 6    |
| 4    | Andrei Yurynok         | 17   | 26   | 65 % | 0/0   | 6    |
| 5    | Aliaksei Khadkevich    | 16   | 33   | 48 % | 2/4   | 5    |
| 6    | Uladzislau Kulesh      | 10   | 32   | 31 % | 0/0   | 6    |
| 7    | Artsem Karalek         | 8    | 11   | 73 % | 0/0   | 4    |
| 8    | Maxim Babichev         | 7    | 9    | 78 % | 0/0   | 4    |
| 9    | Dzmitry Nikulenkau     | 4    | 16   | 25 % | 0/0   | 6    |
| 10   | Aliaksandr Patsykailik | 0    | 1    | 0 %  | 0/0   | 0    |
| 10   | Anton Prakapenya       | 0    | 4    | 0 %  | 0/0   | 0    |

### Gardiens de but
| N° | Nom                    | %    | Arrêts | Tirs | MJ |
| -- | ---------------------- | ---- | ------ | ---- | -- |
| 1  | Viachaslau Saldatsenka | 34 % | 79     | 232  | 6  |
| 2  | Aliaksei Kishou        | 16 % | 7      | 43   | 6  |